# Pico das Duas
O Pico das Duas é uma elevação portuguesa localizada na freguesia açoriana das Cinco Ribeiras, concelho de Angra do Heroísmo, ilha Terceira, arquipélago dos Açores.
Este acidente montanhoso encontra-se geograficamente localizado na parte Oeste da ilha Terceira, eleva-se a 548 metros de altitude acima do nível do mar. Debaixo da área de influência desta elevação encontra-se a Lagoa das Patas ou da Falca, visto esta lagoa se encontrar próxima a esta elevação. Nasce nesta formação geológica a Ribeira de Trás e o curso de água denominado Duas Ribeiras, esta que vai ser afluente da Ribeira Brava, seguindo por esta para o Atlântico depois de atravessar a freguesia de São Bartolomeu dos Regatos.
O curso de água denominado Duas Ribeiras que nasce nos contrafortes da Serra de Santa Bárbara a uma cota de altitude de cerca de 900 metros e se dirige para o Atlântico de pois de passar junto ao Pico dos Padres e pela localidade denominada Cruz das duas Ribeiras.